# Filistatinella kahloae
Espèce
Filistatinella kahloae est une espèce d'araignées aranéomorphes de la famille des Filistatidae.

## Distribution
Cette espèce est endémique du Mexique. Elle se rencontre au Michoacán, au Zacatecas, en Aguascalientes, au Jalisco et au Nayarit.

## Description
Le mâle holotype mesure 2,05 mm et la femelle paratype 2,67 mm.

## Étymologie
Cette espèce est nommée en l'honneur de Magdalena Carmen Frida Kahlo y Calderón.

## Publication originale
- Jiménez & Palacios-Cardiel, 2012 : Filistatinella palaciosi sp. nov. (Araneidae: Filistatidae) de México. Dugesiana, vol. 19, p. 75-77 (texte intégral).